# Belvosia rufifrons
Belvosia rufifrons är en tvåvingeart som beskrevs av Blanchard 1954. Belvosia rufifrons ingår i släktet Belvosia och familjen parasitflugor. Inga underarter finns listade i Catalogue of Life.